# Кушнарёва, Анна Герасимовна
Кушнарёва Анна Герасимовна (на момент награждения — Шехтер; 14 октября 1921, Черноморское — 28 июля 2021, Севастополь) — директор совхоза «Севастопольский», Герой Социалистического Труда (1949).

## Биография
В 1959 году окончила Крымский сельскохозяйственный институт имени М. И. Калинина.
Звание Героя Социалистического труда с вручением ордена Ленина и золотой медали «Серп и Молот» присвоено в 1949 году, как звеньевой колхоза им. Карла Либкнехта Одесской области, за сбор рекордного на Украине урожая винограда — более 100 центнеров с гектара.
С 1950 года Кушнарева А. Г. работала в Крыму бригадиром совхоза «Горный». На третьем курсе института её назначили агрономом совхоза, а по окончании института — директором убыточного совхоза «Нижнегорский». Затем возрождала убыточный совхоз «Севастопольский», который через два года под её руководством получил переходящее Красное Знамя ЦК КПСС, Совета Министров и ВЦСПС и удерживал его три года. После чего Знамя осталось в совхозе навсегда.

## Награды
Награждена орденом Ленина, медалями.